# Toxicodendron radicans
L'edera velenosa, detta anche edera del Canada o sommacco velenoso (Toxicodendron radicans (L.) Kuntze, 1891) è una pianta della famiglia delle Anacardiacee, diffusa in Nord America e America centrale. Nonostante il nome, non ha nulla a che vedere con l'edera comune (Hedera helix).

## Descrizione

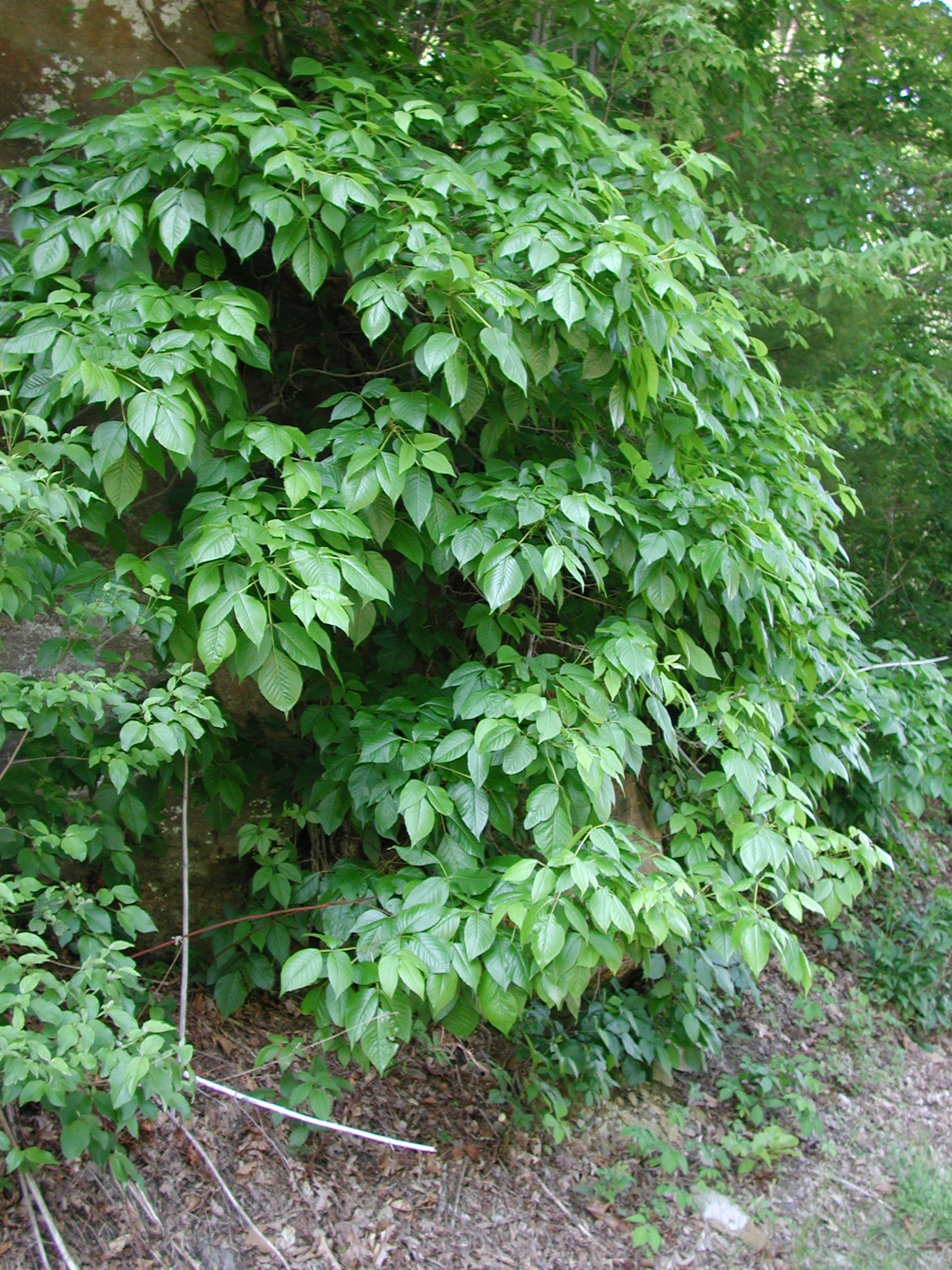
Esemplare di edera velenosa

Sono note numerose sottospecie e varietà di T. radicans. Si possono trovare in una qualsiasi delle seguenti forme, tutte dotate di steli legnosi:
- come una pianta rampicante che cresce su alberi o su qualche altro supporto
- come un arbusto alto fino a 1,2 metri
- come una pianta strisciante alta 10–25 centimetri

Le foglie decidue di T. radicans sono trifogliate con tre foglioline a forma di mandorla. Il colore delle foglie varia dal verde chiaro (solitamente nelle foglie più giovani) al verde scuro (nelle foglie mature), diventando rosso vivo in autunno. Le foglioline delle foglie mature sono leggermente lucide. Ogni fogliolina presenta pochi o nessun dente lungo il bordo e la superficie della foglia è liscia. Le piante che crescono sul tronco di un albero si attaccano saldamente attraverso numerose radichette aeree. Le piante sviluppano radici avventizie oppure possono propagarsi grazie ai rizomi o alle corone radicali. La linfa lattiginosa dell'edera velenosa diventa scura dopo l'esposizione all'aria.
T. radicans si diffonde sia per via vegetativa che sessuata. È una specie dioica; la fioritura avviene da maggio a luglio. I fiori bianco-giallastri o verdastri sono in genere poco appariscenti e si trovano in grappoli fino a 8 cm sopra le foglie. Il frutto, una drupa, matura da agosto a novembre con un colore bianco-grigiastro.

## Distribuzione e habitat
T. radicans cresce in gran parte del Nord America, comprese le province marittime canadesi, Quebec, Ontario e tutti gli stati degli Stati Uniti a est delle Montagne Rocciose, così come nelle aree montuose del Messico fino a circa 1500 m di altitudine. Si trova solitamente nelle zone boschive, soprattutto lungo le zone marginali dove il limite degli alberi si interrompe e lascia filtrare la luce del sole. Cresce anche in zone rocciose esposte, campi aperti e aree disturbate.
Può crescere come pianta del sottobosco, anche se è solo poco tollerante all'ombra. La pianta è estremamente comune nelle aree suburbane ed extraurbane del New England, del Medio Atlantico e del sud-est degli Stati Uniti.
T. radicans cresce raramente ad altitudini superiori 1500 m, sebbene il limite di altitudine vari a seconda della località. Le piante possono crescere come arbusti fino a circa 1,2 m di altezza, come pianta strisciante di 10–25 cm di altezza, oppure come vite rampicante su vari supporti. Le piante più vecchie, sostenute da sostegni consistenti, sviluppano rami laterali che a prima vista potrebbero essere scambiati per rami di alberi.
Cresce in un'ampia varietà di tipi di terreno, con un pH che va da 6,0 (acido) a 7,9 (moderatamente alcalino). Non è particolarmente sensibile all'umidità del terreno, sebbene non cresca nel deserto o in condizioni aride. Può crescere in aree soggette a inondazioni stagionali o ad acqua salmastra.
È più comune oggi rispetto a quando gli europei arrivarono per la prima volta in Nord America. Lo sviluppo immobiliare adiacente a terreni incolti e non edificati ha generato effetti di bordo, consentendo all'edera velenosa di formare colonie vaste e rigogliose in queste aree.
Al di fuori del Nord America, il T. radicans si trova anche in alcune parti della Cina.

## Tossicità
L'edera velenosa causa dermatite allergica da contatto, con effetti spesso di una certa gravità.
La dermatite da contatto è indotta dall'urushiolo e, nei casi estremi, la reazione può evolversi in anafilassi. Circa il 15-25 % delle persone non ha reazioni allergiche all'urushiolo, ma la maggior parte delle persone ha una reazione più forte con un'esposizione ripetuta o più concentrata. In genere, l'eruzione cutanea causata dall'urushiolo dura circa cinque-dodici giorni, ma in casi estremi può durare un mese o più.
I pentadecilcatecoli dell'oleoresina contenuta nella linfa dell'edera velenosa e di piante simili causano la reazione allergica; le piante producono una miscela di pentadecilcatecoli, che nel complesso viene chiamata urushiolo. Dopo la lesione, la linfa fuoriesce sulla superficie della pianta dove l'urushiolo diventa una lacca nerastra dopo il contatto con l'ossigeno.
L'urushiolo si lega alla pelle al contatto, provocando un forte prurito che si trasforma in un'infiammazione rossastra o in protuberanze incolori, seguite dalla formazione di vesciche.
I fluidi trasudanti rilasciati grattando le vesciche non diffondono il veleno. Il fluido nelle vesciche è prodotto dal corpo e non è l'urushiolo stesso. La comparsa di un'eruzione cutanea diffusa indica che alcune aree hanno ricevuto una quantità maggiore di veleno e hanno reagito prima di altre, oppure che la contaminazione è ancora in corso a causa del contatto con oggetti sui quali è stato diffuso il veleno originale. Le persone colpite possono inconsapevolmente diffondere l'urushiolo sugli oggetti, entrando di fatto ripetutamente in contatto con l'edera velenosa e prolungando la durata dell'eruzione cutanea. Se ciò accade, è necessario pulire le superfici con candeggina o con un agente commerciale per la rimozione dell'urushiolo. Le vesciche e la fuoriuscita di liquido derivano dai vasi sanguigni che si aprono e perdono liquido attraverso la pelle; se la pelle viene raffreddata, i vasi si restringono e perdono meno liquido. Se il materiale vegetale contenente urushiolo viene bruciato e il fumo viene poi inalato, questa eruzione apparirà sul rivestimento dei polmoni, causando un dolore estremo e difficoltà respiratorie potenzialmente fatali. Se l'edera velenosa viene mangiata, il rivestimento mucoso della bocca e del tratto digerente può essere danneggiato. Un'eruzione cutanea da urushiolo si sviluppa solitamente entro una settimana dall'esposizione e può durare da 1 a 4 settimane, a seconda della gravità e del trattamento. In rari casi, le reazioni all'urushiolo possono richiedere il ricovero ospedaliero.
L'urushiolo può rimanere attivo per diversi anni, quindi la manipolazione di foglie o steli morti può causare una reazione. Inoltre, l'olio trasferito dalla pianta ad altri oggetti (come la pelliccia degli animali domestici) può causare l'eruzione cutanea se entra in contatto con la pelle. Gli indumenti, gli utensili e gli altri oggetti che sono stati esposti all'olio devono essere lavati per prevenire ulteriori reazioni.